# Burgos (Sardenya)
Burgos (en sard, Su Burgu) és un municipi italià, dins de la província de Sàsser. L'any 2007 tenia 1.068 habitants. Es troba a la regió de Goceano. Limita amb els municipis de Bono, Bottidda, Esporlatu i Illorai.

## Administració
| Període | Identitat                 | Partit        |
| ------- | ------------------------- | ------------- |
| 2006-   | Innocenzo Francesco Ledda | Llista cívica |